# 에르쉬르라리스

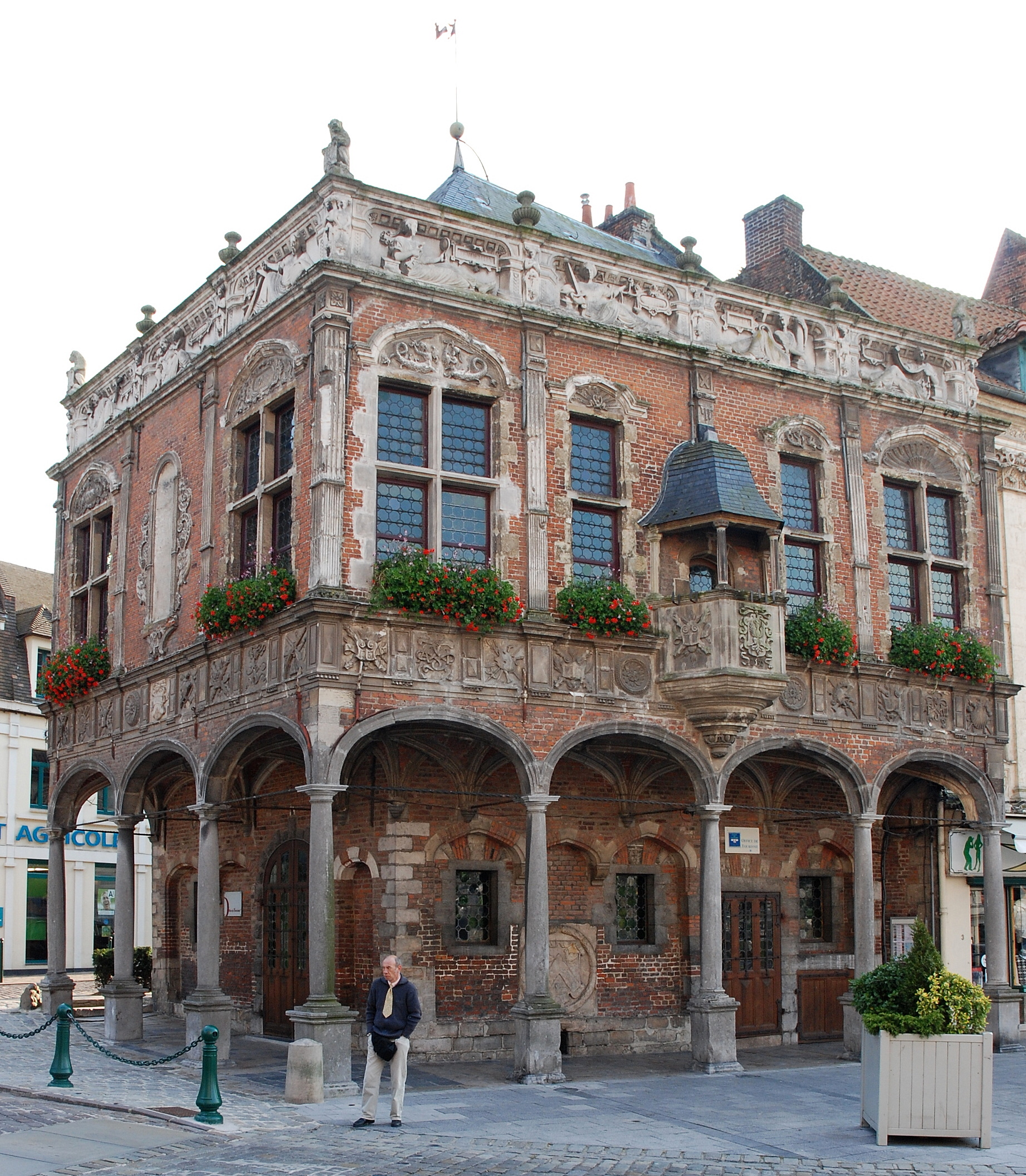
에르쉬르라리스

에르쉬르라리스(프랑스어: Aire-sur-la-Lys, 네덜란드어: Ariën-aan-de-Leie 아리언안더레이어[*])는 프랑스 노르파드칼레 파드칼레주에 위치한 도시로 면적은 16.4km2, 인구는 15,777명(2006년 기준), 인구 밀도는 960명/km2이다.
생토메르에서 남동쪽으로 16km 정도 떨어진 곳에 위치한다. 프랑스의 여러 주를 연결하는 도로가 지나가며 레이어강(리스강)과 접한다.

시 문장

## 인구
| 연도 | 인구   | ±%    |
| ---- | ------ | ----- |
| 2006 | 9,606  | —     |
| 2007 | 9,645  | +0.4% |
| 2008 | 9,710  | +0.7% |
| 2009 | 9,785  | +0.8% |
| 2010 | 9,861  | +0.8% |
| 2011 | 9,874  | +0.1% |
| 2012 | 10,006 | +1.3% |
| 2013 | 9,947  | −0.6% |
| 2014 | 9,900  | −0.5% |
| 2015 | 9,853  | −0.5% |
| 2016 | 9,859  | +0.1% |

## 같이 보기
- 파드칼레주의 코뮌 목록